# NGC 425
NGC 425 (również PGC 4379 lub UGC 758) – galaktyka spiralna (S?), znajdująca się w gwiazdozbiorze Andromedy. Odkrył ją Truman Safford 29 października 1866 roku. Niezależnie odkrył ją Édouard Jean-Marie Stephan 11 października 1879 roku.